# Villa Durazzo-Centurione
Il polo museale di villa Durazzo-Centurione è una sede composta da due dimore storiche nobiliari, da un parco-giardino all'italiana e dal museo artistico "Vittorio Giovanni Rossi" a Santa Margherita Ligure, nella città metropolitana di Genova. Il sito, di proprietà comunale, è utilizzato inoltre per manifestazioni ed esposizioni culturali-artistiche. Nelle immediate vicinanze del plesso è ubicata la barocca chiesa parrocchiale di San Giacomo di Corte.

## Storia

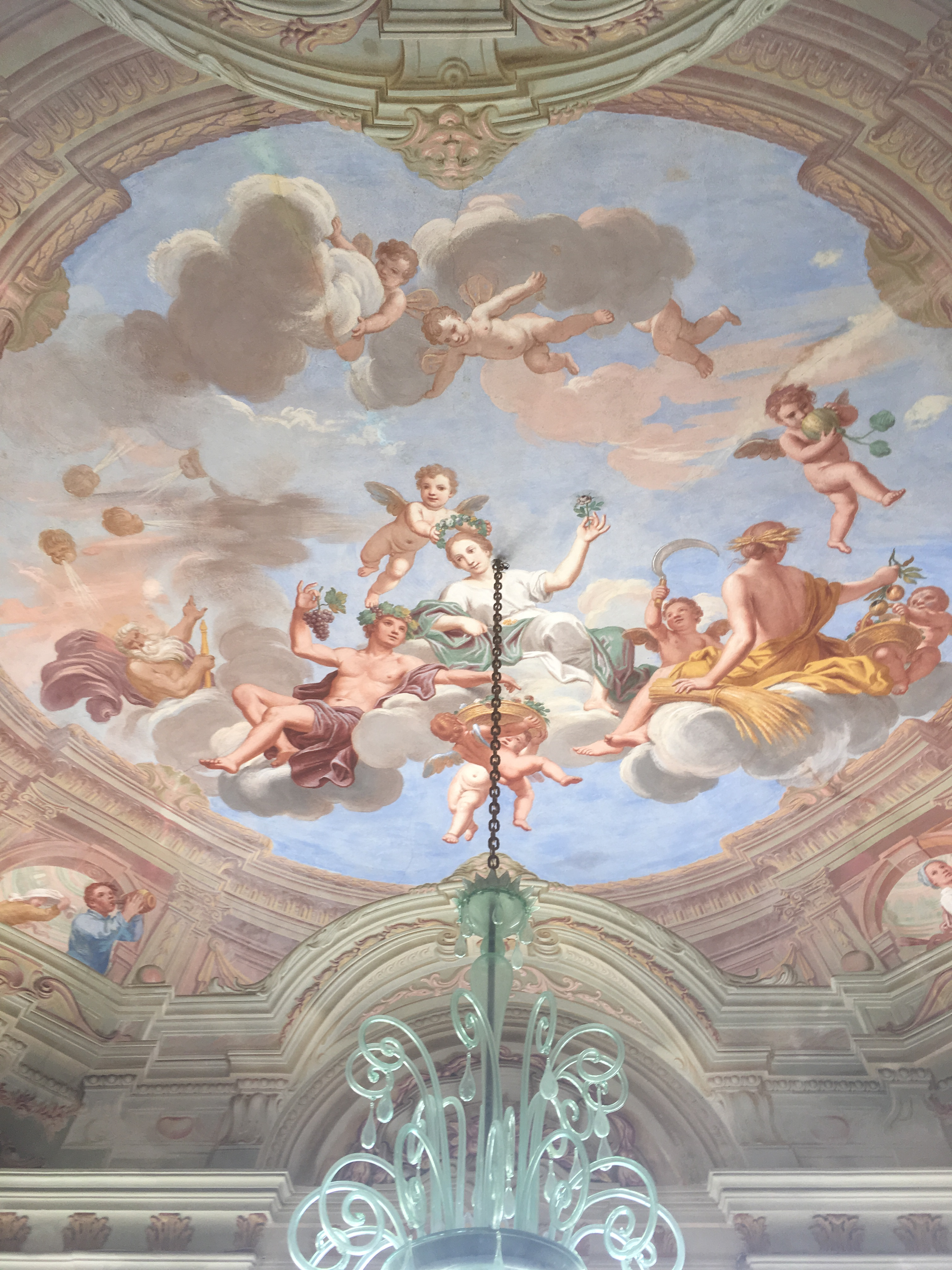
Particolare della decorazione pittorica di una sala della villa

Posta sulla sommità del colle che separava l’abitato di Pescino da quello di Corte la villa si trovava all’interno di una struttura difensiva messa in opera da committenze pubbliche e private, edificata dalla metà del XVI secolo contro le incursioni barbaresche ed i nemici della Repubblica di Genova. 
Originariamente proprietà del doge Giovanni Luca Chiavari, costruita sui ruderi di una costruzione romana del III secolo d.C., aveva l’aspetto di castello fortificato.
Il matrimonio tra Maria Chiavari, figlia del doge, e il marchese Gerolamo Durazzo segnò il passaggio “per Legato” della casa con torre dalla famiglia Chiavari alla famiglia Durazzo. Fu quindi Gio Luca Durazzo "dilettissimo" - figlio primogenito di Gerolamo - ad apportare le maggiori modifiche.
Nel 1678, abbattuto il castello in rovina, si intraprese il restauro e la radicale ristrutturazione del palazzo oggi esistente seguendo lo stile del celebre architetto Galeazzo Alessi, allo scopo di concedersi una villa "sollievo del corpo e dell’anima".
Divenuto possedimento dei principi Centurione (da qui la doppia denominazione Durazzo-Centurione) nel 1821, il palazzo nobiliare fu ampliato notevolmente ed arricchito di nuove piante esotiche e statue marmoree neoclassiche. Verso la fine dell'Ottocento divenne temporaneamente sede del Grand Hotel, ospitando diverse personalità illustri dell'epoca.
Nel 1919 fu acquistata dal commendatore Alfredo Chierichetti che rivalutò l'intero complesso aggiungendo nuove piante (palme, camelie e magnolie) e realizzando sentieri nel tipico ciottolato ligure detto risseu. Divenne infine proprietà comunale nel 1973 che destinò la villa e il suo parco a sede di importanti manifestazioni culturali e congressi internazionali.
Nel giugno del 1998, grazie alla cospicua presenza delle specie arboree, il giardino è stato gemellato con i celebri Giardini botanici Hanbury di Ventimiglia.

## Gli interni
All'interno di villa Durazzo-Centurione è possibile visitare il museo artistico "Vittorio Giovanni Rossi", dedicato appunto al noto scrittore e giornalista sanmargheritese, gli appartamenti del Principe e la raccolta "Bellometti". Al primo piano è visitabile il "Salone degli Stucchi", qui un grande lampadario in stile Luigi XVI illumina la stanza. 
Poco distante dal Salone degli Stucchi, è presente la Camera Umbertina, qui Sua Maestà la Regina Margherita di Savoia giungeva ospite l'11 maggio 1904. La stanza è rimasta invariata dalla visita della regina. 
Sono presenti dipinti, affreschi e trompe-l'œil della scuola pittorica genovese del Seicento e del Settecento quali opere di Domenico Piola, Giovanni Andrea De Ferrari, Luciano Borzone e Gio Enrico Vaymer.

## Galleria d'immagini

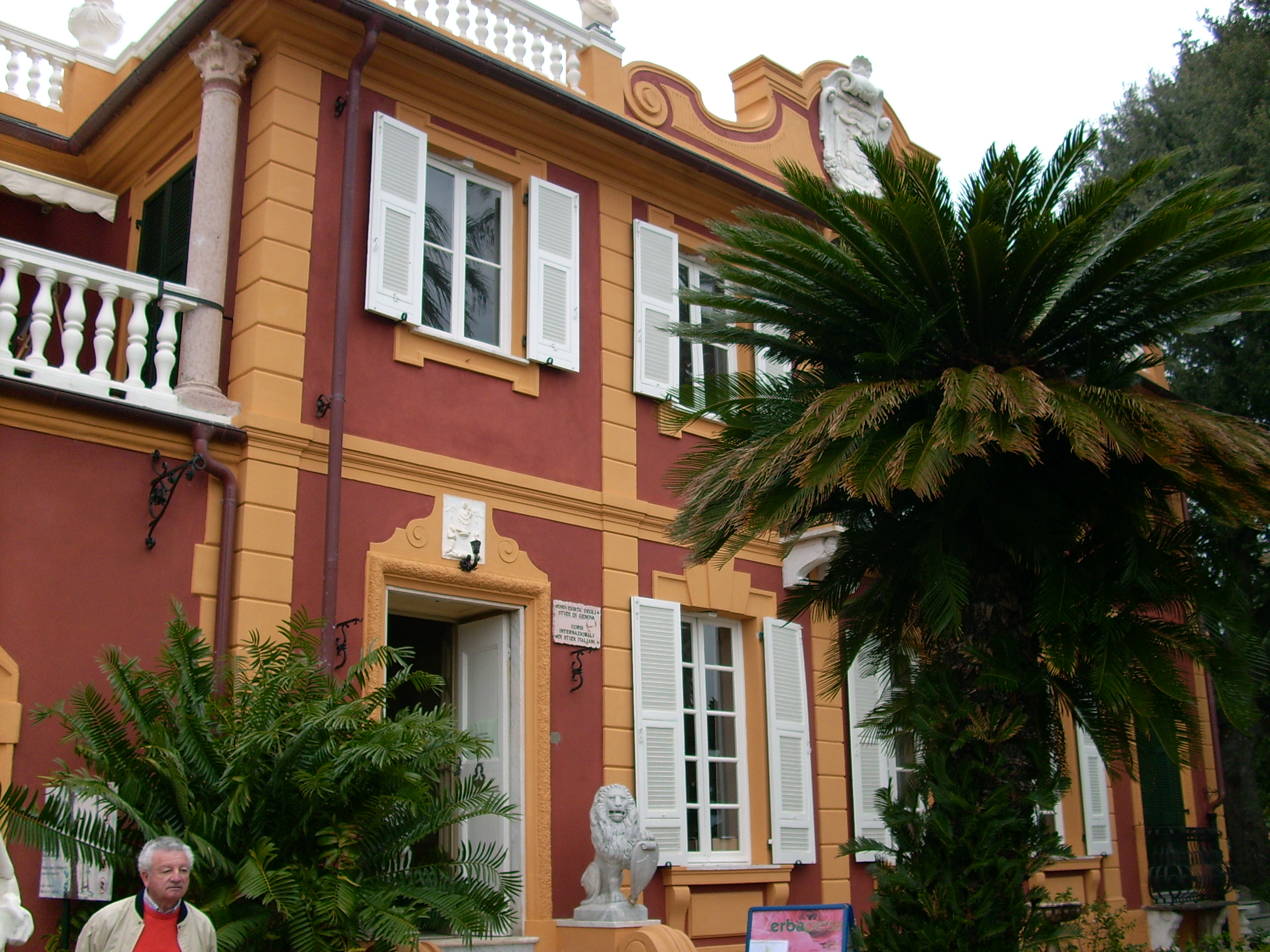
Villa San Giacomo
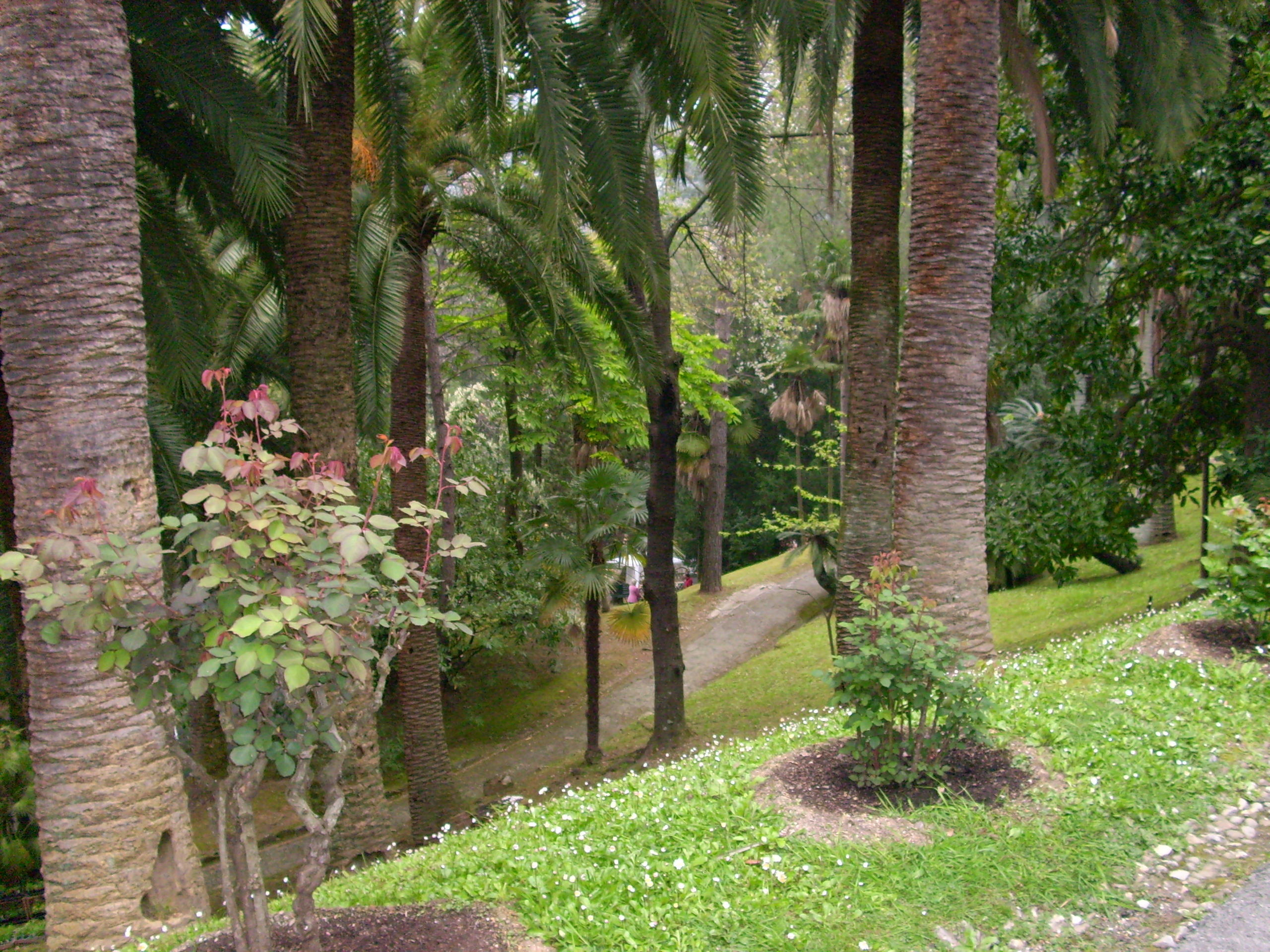
Il parco
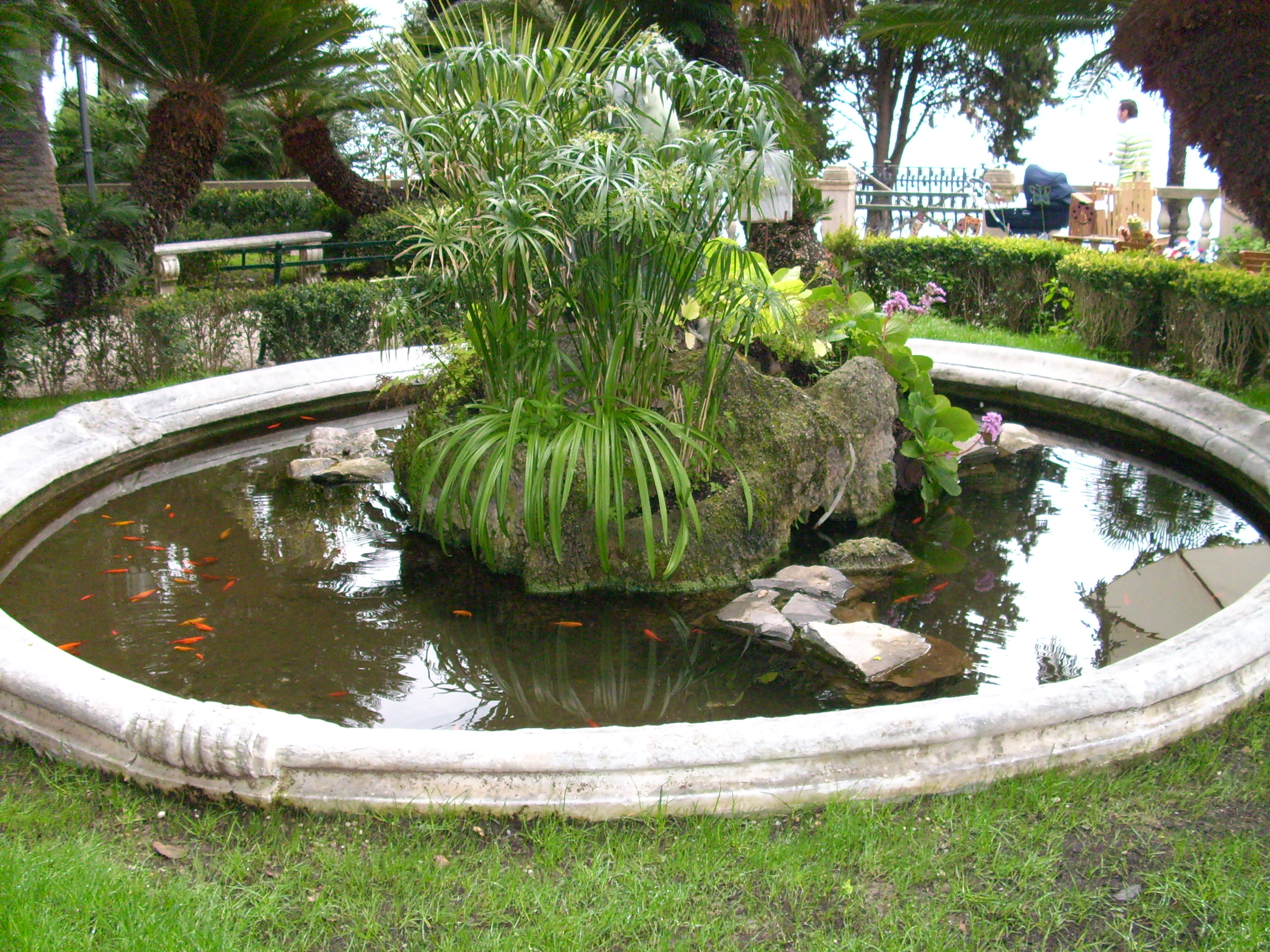
La fontana
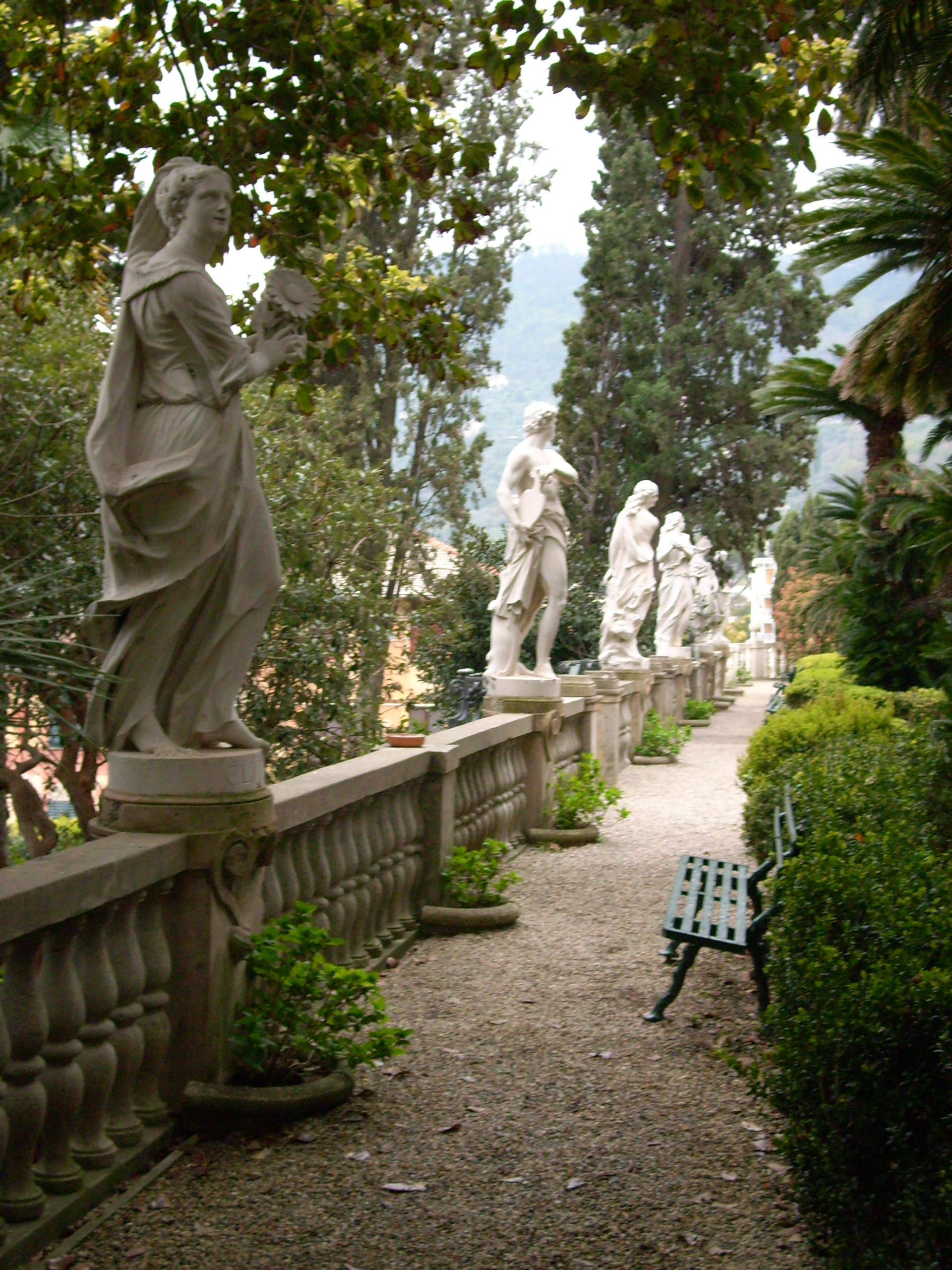
Le statue marmoree